# ولتهم ست لورنس (باركشير)
ولتهم ست لورنس (بالإنجليزية: Waltham St Lawrence)‏ هي قرية وأبرشية مدنية تقع في المملكة المتحدة في إنجلترا. يقدر عدد سكانها بـ 1,232 نسمة .

## أعلام
- جون نيوبري